# Limestone (Maine)
Limestone es un pueblo ubicado en el condado de Aroostook en el estado estadounidense de Maine. En el Censo de 2010 tenía una población de 2.314 habitantes y una densidad poblacional de 21,9 personas por km².

## Geografía
Limestone se encuentra ubicado en las coordenadas 46°54′25″N 67°51′47″O / 46.90694, -67.86306. Según la Oficina del Censo de los Estados Unidos, Limestone tiene una superficie total de 105.65 km², de la cual 104.87 km² corresponden a tierra firme y (0.73%) 0.77 km² es agua.

## Demografía
Según el censo de 2010, había 2.314 personas residiendo en Limestone. La densidad de población era de 21,9 hab./km². De los 2.314 habitantes, Limestone estaba compuesto por el 89.15% blancos, el 7% eran afroamericanos, el 1.25% eran amerindios, el 0.73% eran asiáticos, el 0.04% eran isleños del Pacífico, el 0.39% eran de otras razas y el 1.43% pertenecían a dos o más razas. Del total de la población el 3.85% eran hispanos o latinos de cualquier raza.